# Isaberrysaura
Isaberrysaura mollensis is een plantenetende ornithischische dinosauriër, wellicht behorend tot de Euornithopoda, die tijdens het middelste  Jura leefde in het gebied van het huidige Argentinië.

## Vondst en naamgeving

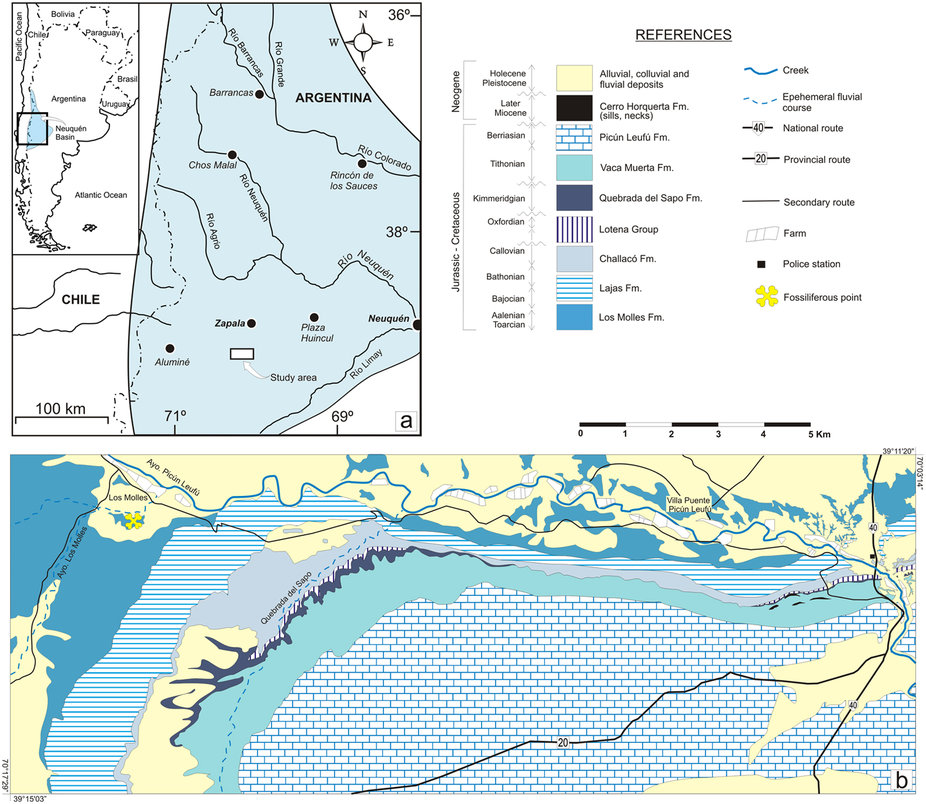
Het vondstgebied

De amateurpaleontologe Isabel Valdivia Berry vond samen met Erico Otilio Berry het skelet van een dinosauriër bij Los Molles. Ze prepareerden het gedeeltelijk zelf maar brachten het toen naar het Museo Provincial de Ciencias Naturales “Profesor Dr. Juan A. Olsacher”. In 2009 werden verdere opgravingen verricht.
In 2017 benoemden en beschreven Leonardo Salgado, José Ignacio Canudo, Alberto Carlos Garrido, Miguel Moreno-Azanza, Leandro Carlos Alcides Martínez, Rodolfo Anibal Coria en José Manuel Gasca de typesoort Isaberrysaura mollensis. De geslachtsnaam eert Isabel Berry als ontdekster. Aangezien zij een vrouw is, gebruikte men de vrouwelijke vorm saura. De soortaanduiding verwijst naar de herkomst bij Los Molles.
Het holotype, MOZ-Pv 6459, is gevonden in een laag van de Los Molles-formatie, welke laag dateert uit het vroege Bajocien. Het bestaat uit een skelet met schedel en onderkaken. Bewaard zijn gebleven: een vrij complete schedel die slechts de snuitpunt, het rechterachtergedeelte en het achterhoofd mist, de voorkant van beide onderkaken, zes halswervels, vijftien ruggenwervels, het heiligbeen, negen staartwervels, ribben, een stuk schouderblad, een stuk darmbeen en een schaambeen. De postcrania waren ten tijde van het schrijven van het benoemende artikel nog niet geprepareerd. Wel was gefossiliseerde maaginhoud bestudeerd, een zeldzame vondst.

## Beschrijving

### Grootte en onderscheidende kenmerken
Isaberrysaura heeft een lichaamslengte van ongeveer zes meter.
De beschrijvers wisten enkele onderscheidende kenmerken vast te stellen. Sommige daarvan waren autapomorfieën, unieke afgeleide eigenschappen, in dit geval in de zin dat ze uniek zijn binnen de Euornithopoda. De praemaxilla heeft een onderste achterste tak die het traanbeen niet raakt. Het bovenkaaksbeen is langwerpig, met als gevolg een verlenging van de snuit, en toont een overeenkomende toeneming in het aantal tanden. De achterste tak van het jukbeen is minstens even lang als de voorste tak.
Daarnaast is er een voor de Ornithischia unieke combinatie van kenmerken die op zich voor die groep niet uniek zijn. De bovenrand van de oogkas telt twee supraorbitalia. Er is een breed contact tussen het postorbitale en het wandbeen. Het bovenste slaapvenster is rond. De rij tanden in het dentarium van de onderkaak loopt naar voren toe omlaag. De eerste drie kenmerken zijn ook bij de Marginocephalia te vinden maar gezien de algemene bouw is het minder waarschijnlijk dat Isaberrysaura daaraan nauw verwant is. Het laatste kenmerk echter wordt gedeeld met de gepantserde Thyreophora en de beschrijvers achtten het niet onmogelijk dat het een thyreofoor betreft.

### Skelet

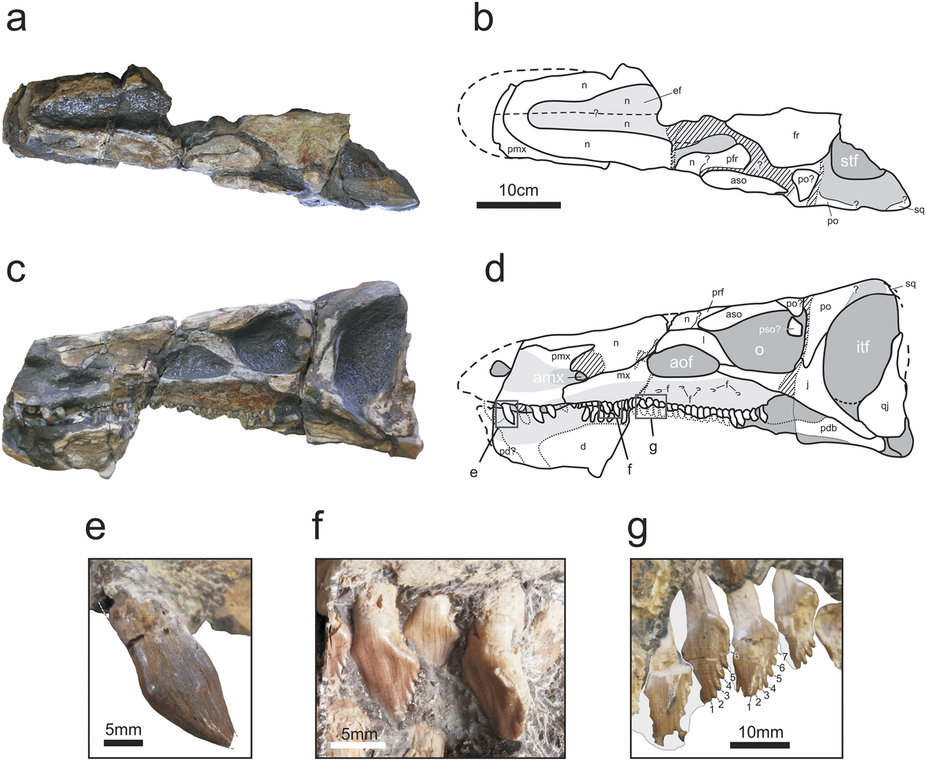
Schedel en tanden

De schedel is langwerpig met een geschatte lengte van tweeënvijftig centimeter. Het bovenprofiel is recht, zeer geleidelijk naar beneden aflopend. De snuit loopt naar voren geleidelijk taps toe maar moet een brede, wellicht afgeronde, punt hebben bezeten. De breedte over de oogkassen is geschat op twintig centimeter. Inclusief onderkaken was de kop naar schatting even hoog als breed. De neusgaten zijn niet bewaardgebleven. De fenestra antorbitalis ligt laag en driehoekig. De oogkas is min of meer rond. Het onderste slaapvenster is groot en hoog. Al met al heeft de kop veel weg van die van een stegosauriër.
De schedelelementen zijn wat lastig te identificeren door beschadigingen. De praemaxilla is hoog en draagt zes grote tanden. De tanden zijn kegelvormig met een insnoering aan de basis en een afplatting aan de binnenzijde. Ze hellen licht naar binnen en sterk naar achteren. Ze hebben geen kartelingen. Ze dragen verticale richels die in elkaar overlopen. Dat de praemaxilla het traanbeen niet raakt komt ook bij basale Ornithischia en Thyreophora voor. Er is geen hiaat of diasteem tussen de premaxillaire tandrij en de maxillaire tandrij, wat ook voorkomt bij Agilisaurus maar verder typisch is voor basale Thyreophora. Het bovenkaaksbeen is lang. Het heeft een scherpe horizontale richel onder welke het bot naar binnen is gedraaid, een ruimte scheppend voor vlezige wangen. Naar voren toe neemt dit vlak geleidelijk in hoogte af op een wijze die vrijwel identiek is aan Stegosaurus. Vooraan is er op de vermoedelijk naad met de praemaxilla een kleine fenestra maxillaris anterior waarvan de onderrand door de praemaxilla lijkt te zijn gevormd. Deze bouw is weer typisch voor euornithopoden. Het bovenkaaksbeen draagt minstens dertig maxillaire tanden, een erg hoog aantal voor een basale vorm. Boven de tandrij bevinden zich openingen voor vijf aderkanalen. Ze zijn lansvormig en buigen wat naar achteren, wat ze asymmetrisch maakt. Ze zijn dicht op elkaar geplaatst en de kronen overlappen elkaar iets. Op de achterrand liggen vijf tot zeven vertandingen die schuin naar beneden en achteren uitsteken onder een hoek tot 45°. Soms heeft ook de voorrand net onder het spits zo'n tandje. Tussen deze vertandingen lopen groeven naar de basis, aan de achterkant uitlopend in een verdikte horizontale rand die echter niet extreem ontwikkeld is. De voorste tanden zijn iets kleiner; de achterste hellen iets naar voren.
De neusbeenderen hebben een geschatte lengte van rond de twintig centimeter. De vorm van de bovenkant van de snuit is onzeker. Het lijkt erop dat er zich boven op een enorme ovale trog bevindt, een diepe inzinking die de beennaad tussen de neusbeenderen heeft uitgewist. Een trog is niet typisch voor Thyreophora en bij andere ornithischiërs is deze fossa meestal veel kleiner. De voorste bovenrand van de oogkas wordt gevormd door een lang staafvormig element. De beschrijvers zien dit als het voorste supraorbitale omdat Thyreophora dat daar ook hebben. Een achterliggend en lager element is dan het achterste supraorbitale. In dat geval zou een derde element daarboven de afgebroken voorste tak van het postorbitale moeten zijn. Bij deze interpretatie raakt het voorste supraorbitale het naar voren hellende traanbeen, prefrontale en voorhoofdsbeen van de oogkas dringend. Het jukbeen heeft een lange rechte tak die nog voorbij de basis van het traanbeen de achterrand van de fenestra antorbitalis raakt, een situatie die typisch is voor Thyreophora. Anders dan bij die groep is de achterste tak echter niet veel korter. Het quadratojugale is onderaan zeer breed.
De onderkaken zijn vooraan tamelijk hoog. Ze lijken daar iets naar beneden te buigen. Vermoedelijk is vooraan een gezamenlijk predentarium bewaard, de beenkern van de ondersnavel.

## Fylogenie
Isaberrysaura is duidelijk een lid van de Genasauria en daarbinnen vermoedelijk van de Neornithischia. Om de precieze positie in de evolutionaire stamboom te bepalen voerden de beschrijvers verschillende cladistische analyses uit. Tot hun verbazing wezen die niet uit dat het dier een basaal lid was van de Thyreophora maar of basaal in de Euornithopoda stond of de zustersoort was van de Cerapoda. Wel was dit resultaat niet heel sterk ondersteund: afhankelijk van de methode hoefden maar vier of vijf kenmerken anders te zijn om Isaberrysaura in de Thyreophora te doen uitvallen. Daarbij moet bedacht worden dat de postcrania nog niet beschreven zijn en dus ook niet gecodeerd konden worden. Isaberrysaura verschaft hoe dan ook belangrijke informatie over de vroege evolutie van de Thyreophora als soort die vlak bij het afsplitsingspunt ervan staat ook al zou het zelf geen thyreofoor zijn.
In 2018 publiceerde Han Fenglu een analyse waarin Isaberrysaura wél als een thyreofoor uitviel, namelijk als een zeer basaal lid van de Stegosauria. In dat geval zou het de oudste bekende stegosauriër zijn.

## Levenswijze

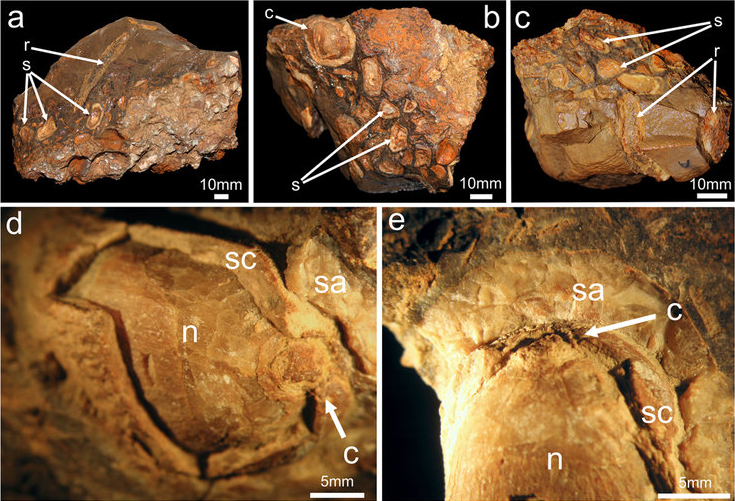
De zaden en hun positie in het skelet

Ornithischia zijn primair planteneters. Het gebit van Isaberrysaura is heterodont doordat de premaxillaire tanden veel groter zijn dan de maxillaire. Behalve voor gevechten of het afbijten van plantendelen zouden de praemaxillaire tanden in principe geschikt zijn om ook een hapje te nemen uit andere dinosauriërs. Dat Isaberrysaura toch geen omnivoor was, blijkt uit het vinden van de gefossiliseerde maaginhoud, de eerste maal dat die voor een basale ornithischiër bekend wordt. Deze is bestudeerd door paleobotanicus Martín. Een hele massa van zaden is onder de achterste ribben aangetroffen, van twee typen. De grootste zaden hebben drie lagen: een buitenste vlezige sarcotesta; daaronder een sclerotesta en binnenin een nucellus. De zaden zijn gedetermineerd als die van Cycadales, in het bijzonder Zamiineae.

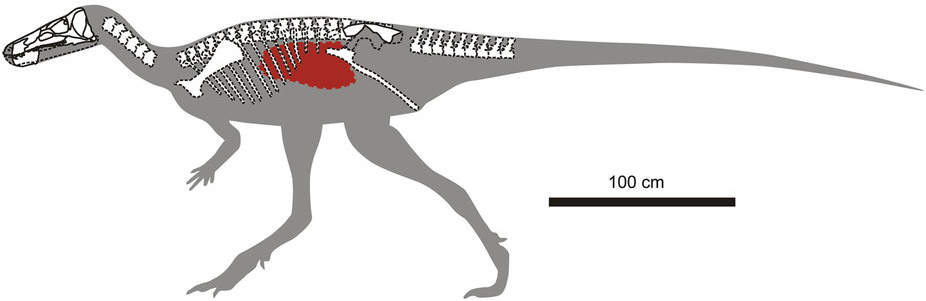
De positie van de maaginhoud in het rood. Het dier is gereconstrueerd als een euornithopode; een stegosauriër zou een viervoeter zijn

De zaden werden kennelijk heel ingeslikt, zonder te kauwen, wat overeenkomt met de beperkte verwerking waartoe het gebit in staat was. De gevonden zaden waren nog onbeschadigd. Verderop in het spijsverteringskanaal zou vermoedelijk de vlezige en voedzame sarcotesta verteerd zijn. De eigenlijke zaadkern zou dan, beschermd door de harde sclerotesta, zijn uitgepoept om voorzien van meststoffen uit te kunnen groeien tot een volwassen plant. Dinosauriër en plant zouden zich zo aan elkaar hebben aangepast in een proces van endozoöchorie.
Moderne cycaden concentreren gifstoffen zoals cycasine in stelen, bladeren en zaden om vraat af te weren. Martín veronderstelde dat Isaberrysaura een speciale darmflora van bacteriën had die het gif met enzymen konden neutraliseren.